# 大家樂 (電視節目)
《大家樂》是台灣電視公司現場直播綜藝節目，製作人彭達，主持人春華、傅達仁，首播期間為1982年10月5日至1984年10月20日每週六20:00～22:00，共106集。內容以趣味性競賽為主，有觀眾參加的部分與藝人參加的部份，並有電話猜獎。民眾寄明信片過去（由於每周的信件过多，所以所有參加抽獎的明信片都是當周有效，隔周則用新的一批信件），然後隨機抽出幸運者並打電話；如果幸運者接起電話並完成通關密語，就可參與拿獎金的活動。
1984年3月，《大家樂》製作單位決定，鑑於《大家樂》播出一年半以來節目型態固定已久、來自友台（即中國電視公司與中華電視台）節目的競爭壓力愈來愈大，《大家樂》將增加歌星及唱片的排行榜；排行榜的依據，是製作單位與傳播媒體公開向讀者徵求，累計總額。

## 電話猜獎
觀眾每周寄明信片到「台北郵政22-919號信箱 《大家樂》收」，就可以參加《大家樂》的電話猜獎；生日是在每周六的觀眾，可附上中華民國國民身分證影印本，等候製作單位邀請上節目慶祝生日。
在每一集的《大家樂》中，沈春華一共要打電話給8位幸運者，各由一位現場觀眾在一大堆明信片中抽出1位幸運者；幸運者在家裡接聽沈春華打來的電話，只要說一句「大家樂」，就可獲得一支手錶。

## 事件
1984年3月10日20:08，台視西翼大樓第四攝影棚在拍攝連續劇《鐵血楊家將》的爆破特效時，爆破場面處理失當引起火災，濃煙瀰漫至正在錄播《大家樂》的第五攝影棚；同日21:05，火勢被撲滅。台視導播桂公義指揮《大家樂》工作人員引導現場觀眾由七樓樓梯逃生，自己最後一個離開第五攝影棚。《大家樂》現場指導李旼拿起斧頭破窗幫助臺北市政府消防局滅火，並即時搶救台視新購的三部攝影機。